# Euploea lowei
Euploea lowei är en fjärilsart som beskrevs av Moore 1883. Euploea lowei ingår i släktet Euploea och familjen praktfjärilar. Inga underarter finns listade i Catalogue of Life.